# Batta György
Batta György (Rimaszombat, 1943. január 10. –) felvidéki magyar költő, író, műfordító, újságíró, publicista, színműíró.

## Élete
Főiskolai tanulmányait a Nyitrai Pedagógiai Főiskola magyar–szlovák szakán végezte el.
1966–1976 között az Új Ifjúság munkatársa volt. 1975–1993 között a Kis Építő című gyermeklap és a Tücsök főszerkesztője volt. 1993–1994 között a Hajrá! című sportlap főszerkesztőjeként működött.
1995 óta szabadfoglalkozású újságíró. 2001 óta a Göncölszekér című gyermek- és családi magazin alapító főszerkesztője. 2006 óta az Itthon főszerkesztője.
A Trianoni Szemle folyóirat szerkesztőbizottságának tagja 2009 óta Borbély Zsolt Attila, Matuska Márton, Raffay Ernő, Sipos Endre, Skultéty Csaba, Szidiropulosz Archimédesz és Vári Fábián László mellett. A folyóiratban rendszeresen publikál.

## Művei
- Virágot nyit a puskacső (versek, 1965)
- Testamentum (versek, 1969)
- Tizenöt sportriport (1973)
- Huszadik világháború (versek, 1974)
- Kakastánc (színmű, 1976)
- Töklámpás (mesejáték, 1980)
- A fürjtojás (színmű, 1987)
- Gólok és érmek (sportriportok, 1989)
- Színek Fábry Zoltán portréjához (1990)
- Egy mondat a szeretetről (versek, 1991)
- Daloló állatok (gyermekversek, 1994)
- Szikora, a fehér Pelé; UFO Agency, s.l., 1995 (Teremtő Magyarok)
- Kolbászfurulya (gyermekversek, 1997)
- Arcok a sportévszázad színpadáról. Komáromi album / Tváre zo storočnej scény športu. Komárňanské album; szlovákra ford. Agnesa Padlovicsová; Városi Hivatal, Komárom, 1997
- A tobozházikó; Babits, Szekszárd, 1998
- Egy mondat; Balaton Akadémia, Keszthely, 2018 (Szent László könyvek)

## A Trianoni Szemlében megjelent írásai
- Nekünk is részünk van a magyar nemzet tragédiájában …" (Rudolf Kucera cseh politológus könyvéről) Trianoni Szemle, I. évfolyam, Budapest, Trianon Kutatóintézet, 2009/2. szám. 2009. április – június 102 – 105 o.
- Köszönöm! Trianoni Szemle, III. évfolyam, Budapest, Trianon Kutatóintézet, 2011/3. szám. 2011. július- szeptember 4. o.
- Makovecz Imre a teremtő magyar. Trianoni Szemle, III. évfolyam, Budapest, Trianon Kutatóintézet, 2011/4. szám. 2011. október–december 111. o.
- Az én történelemkönyvem. Trianoni Szemle, VII. évfolyam, Budapest, Trianon Kutatóintézet, Trianoni Szemle Évkönyv 2015. 48. o.

## Műfordításai
- P. Dostal: Kitüntetettek (színmű, 1970)
- J. Solovič: Kolduskaland (színmű, 1972)